# Sajóvárkony
Sajóvárkony Ózd városrésze 1940 óta, azelőtt önálló község volt Borsod vármegye Ózdi járásában.

## Fekvése
A város központjától helyezkedik el, a 25-ös főút mentén; egyik főutcája még a Sátára vezető 2522-es út. Itt található a Miskolc–Bánréve–Ózd-vasútvonal Ózd alsó megállóhelye.

## Története
Neve 1263-ban fordul elő írásban először Warkun alakban. Később megtalálható Warkan, Warkon, Warkund alakokban is. Egyházi birtok volt. Található még a településrészen egy hősi emlékmű is, amit az első és a második világháború áldozatainak emlékére emeltek. Sajóvárkony 1940 óta Ózd városrésze. A városhoz csatolás előtt hozzátartozott Bánszállás is, amit a faluval együtt csatoltak Ózdhoz. Center vasútállomástól egy iparvágányt építettek ki a szén elszállítására.

## Nevezetes sajóvárkonyiak
- Hagyó-Kovács Gyula
- Paál Zoltán író
- Eperjessy Sándor
- Mizerák István
- Mekcsey Istvánt itt lincselték meg,[1] emléktáblája is van.
- Itt született 1932. október 19-én Antal Boza József kohómérnök, egyetemi oktató (élt 1932 - 1975).